# 욕망의 늪
"욕망의 늪"은 1982년에 개봉한 대한민국의 영화이다.

## 캐스팅
- 장미희
- 윤일봉
- 박원숙
- 이민철
- 이해룡
- 최성관
- 임해림
- 윤일준
- 박용팔
- 이정애
- 정미경
- 김경란
- 양춘
- 길달호
- 장효선
- 김춘식
- 이상룡
- 서정아
- 오영화
- 조양순
- 이경희